# Donny Montell
Donatas Montvydas, litvanski glasbenik, * 22. oktober 1987, Vilnius.
Donny je dvakrat nastopil na Pesmi Evrovizije. Prvič leta 2012 s pesmijo Love is blind (14. mesto) in drugič leta 2016 s pesmijo "I've Been Waiting for This Night" (9. mesto). 

## Diskografija

### Studijski albumi
| Naslov        | Podrobnosti                                            |
| ------------- | ------------------------------------------------------ |
| Donny Montell | - Izdal: 2012 - Format: Digitalni prenos, CD,          |
| #BLCK         | - Izdal: 26 Marec 2016 - Format: Digitalni prenos, CD, |